# 威氏仿刺鎧蝦
威氏仿刺鎧蝦（学名：Munidopsis verrilli）为鎧甲蝦科仿刺鎧蝦屬下的一个种。